# Marco Capparella
Marco Capparella (* 28. März 1975 in Rom, Italien) ist ein italienischer ehemaliger Fußballspieler. Er spielte ausschließlich in seinem Heimatland.
Capparella spielte als Sturm u. a. für die SSC Neapel und stieg mit dem Verein von der Serie C1 über die Serie B in die Serie A auf.